# Euchalcia biezankoi
Euchalcia biezankoi là một loài bướm đêm trong họ Noctuidae.